# Fujiwara no Ietaka (poeta)
Fujiwara no Ietaka (藤原家隆?   1158 - 5 de mayo de 1237) fue un cortesano y poeta japonés que vivió en las postrimerías de la era Heian y comienzos de la era Kamakura. 

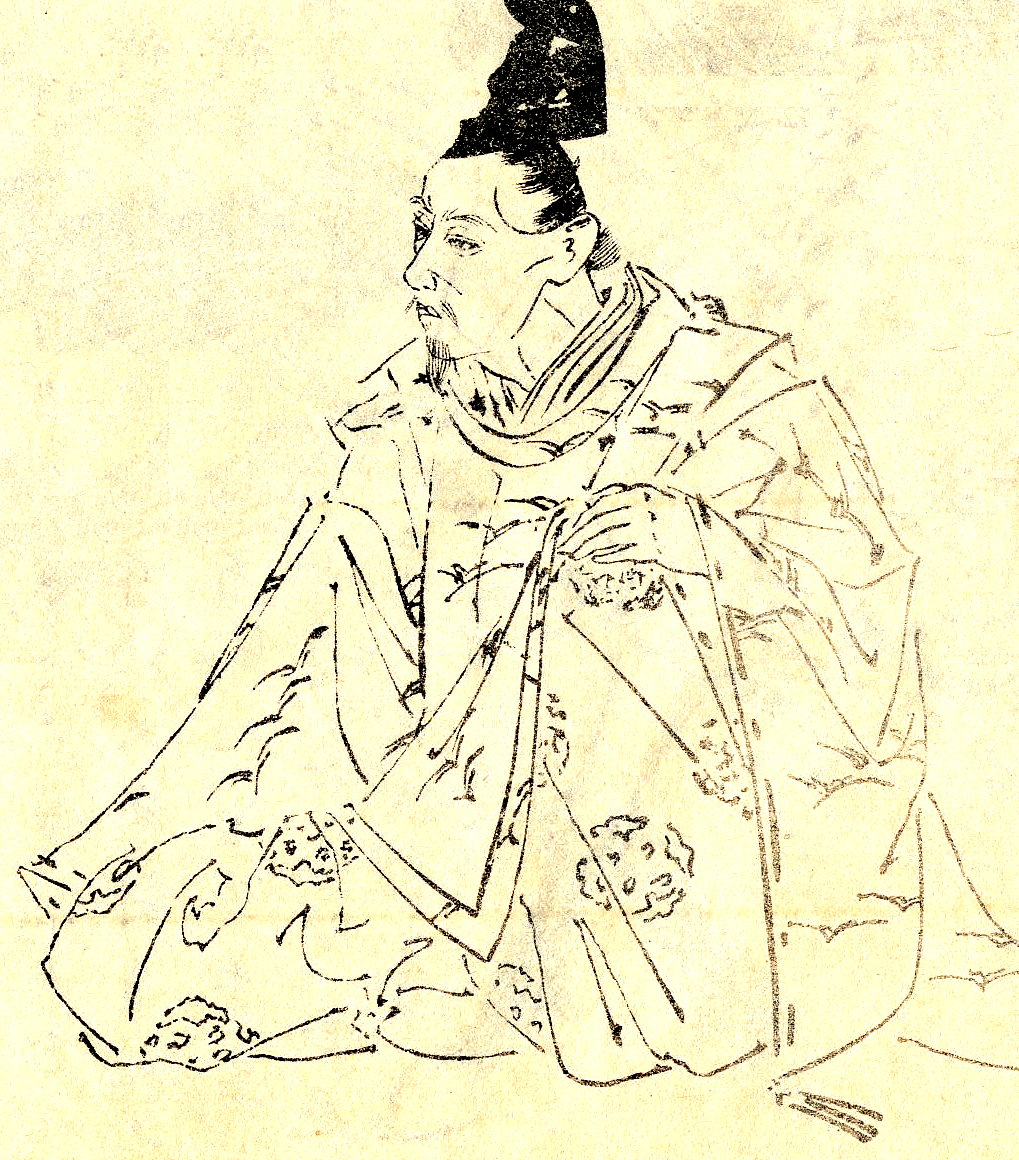
Fujiwara no Ietaka, por Kikuchi Yosai.

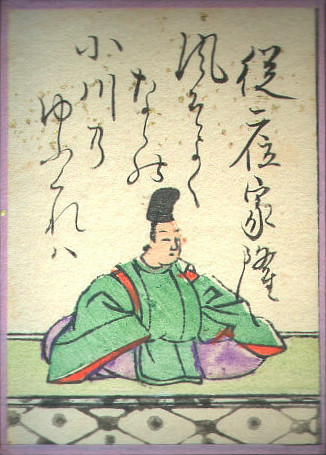
Fujiwara no Ietaka, en el Ogura Hyakunin Isshu.

En el lenguaje usado en la corte (yūsokuyomi) era llamado Karyū; su nombre cuando nació fue Akitaka (顕隆?) y cuando se convirtió en monje budista fue llamado Busshō (仏性?). Fue hijo del Chūnagon Fujiwara no Mitsutaka; fue descendiente del poeta Fujiwara no Kanesuke y pariente lejano de la escritora Murasaki Shikibu. Su madre fue la hija de Fujiwara no Sanekane y nieta de Fujiwara no Kinzane.
Hacia 1175 se le confirió un título de noble y en 1177 fue nombrado chambelán. Se le nombró gobernador de diversas provincias y en 1193 renuncia como chambelán. En 1201 alcanza el grado de Jushii y en 1206 como Kunaikyō, cargo que desempeñaría hasta 1220 y que sería promovido como Shōsanmi. En 1235 se le conferiría el título de Sangi y Junii. En 1237 comenzó a sentirse enfermo y renunció a la Corte para convertirse en un monje budista e ingresó al templo Shitennō-ji en la provincia de Settsu; falleció poco después, luego de ver el sol ocultarse sobre una colina durante el atardecer, considerado como una forma de entrar al Sukhavati, el paraíso según el Budismo de la Tierra Pura. En el barrio de Tennōji-ku, en la ciudad de Osaka existe un montículo al cual se le atribuye la tumba de Ietaka.
Aprendió la poesía waka de parte de Fujiwara no Toshinari. Se cree que el monje Jakuren fue su yerno y fue quien lo hizo conocer a otros poetas de la época. Participó en varios concursos de waka y tuvo una rivalidad poética con Fujiwara no Sadaie. Su estilo de poesía es considerado como simple y calmado. En la antología Shinchokusen Wakashū fueron incluidos 35 poemas waka de su autoría. Su colección de poesía Mini-shū (壬二集?), es considerado como una de las seis compilaciones agrupadas como Rokka-shū (六家集?). Uno de sus poemas está incluido en el Ogura Hyakunin Isshu y es considerado como uno de los treinta y seis nuevos inmortales de la poesía.